# Englefield House
Englefield House est une maison de campagne élisabéthaine entourée d'un domaine à Englefield dans le comté anglais de Berkshire.
Englefield House et sa cour d'entrée attenante sont classés Grade II * sur la liste du patrimoine national de l'Angleterre, et les jardins à la française et les parcs sont classés Grade II sur le registre des parcs et jardins historiques. Les pavillons, la porte d'entrée, les portes et les murs d'accompagnement sont également répertoriés en tant que groupe au grade II, tout comme les murs de la terrasse au sud-est de la maison principale.

## Histoire
La maison actuelle est érigée avant 1558 . Il y a eu des modifications substantielles par Thomas Hopper dans les années 1820 .
Englefield House est la maison de la famille Englefield, soi-disant de l'époque du roi Edgar . Sir Thomas Englefield est le président de la Chambre des communes . En 1559, la maison est confisquée au petit-fils de Thomas Englefield, Sir Francis Englefield, un serviteur de la reine catholique Mary, pour "avoir fréquenté [les] ennemis" du nouveau monarque protestant, Élisabeth Ire .
La tradition locale populaire veut que la reine ait accordé Englefield à son maître-espion, Sir Francis Walsingham, bien qu'il n'y ait aucune preuve de cela. Après une succession de résidents de courte durée, le domaine est finalement acheté par John Paulet (5e marquis de Winchester), célèbre pour sa défense de la guerre civile de Basing House (en) dans le Hampshire. Il se retire à Englefield à la Restauration et est enterré dans l'église paroissiale. De ses descendants Paulet, la maison passe, par mariage, à la famille Benyon .
De nombreux membres de la famille Benyon sont également parlementaires, notamment: Lord Francis Paulet (décédé en 1696); Francis Paulet (décédé en 1712) ; Anne Paulet (décédée en 1729); Powlett Wright l'aîné (décédé en 1741); Powlett Wrighte le jeune (décédé en 1779) ; Nathan Wrighte (décédé en 1789) (descendants de Sir Nathan Wright (1654–1721), Lord gardien du grand sceau); Richard Benyon le jeune (décédé en 1796) ; Richard Benyon De Beauvoir (en) (décédé en 1854); Richard Fellowes Benyon (décédé en 1897); James Herbert Benyon (décédé en 1935); Sir Henry Benyon, baronnet. (décédé en 1959); Vice-amiral Richard Benyon (décédé en 1967) et Sir William Richard Benyon (décédé en 2014).
En 1781, le domaine manque d'argent et Nathaniel Wrighte décide de louer la maison. Le loyer est fixé à 400 guinées par an mais il loue finalement Englefield à Lady Margaret Clive pour 300 car il tient à trouver le bon locataire qui n'interférerait pas trop avec le caractère de la maison. La maison est louée avec une bibliothèque d'une valeur de plusieurs milliers de livres .
Le 20 mai 2017, la sœur de la duchesse de Cambridge, Pippa Middleton, épouse le financier James Matthews à l'église St Mark sur le domaine d'Englefield. Une réception a lieu à Englefield House peu de temps après le service ,.

## Film et télévision
Englefield House est le lieu de tournage d'un certain nombre de films, dont X-Men: First Class, Match Point, Le Discours d'un roi, Great Expectations, Un mariage de rêve  et The Go-Between, ainsi comme pour les séries télévisées telles que Black Mirror, (épisode " Playtest "), Agatha Christie's Marple, Agatha Christie's Poirot épisode " Taken at the Flood " , Hex  et la série de télé-réalité I Wanna Marry " Harry" . Il est également utilisé comme Auradon Prep dans les téléfilms Disney Descendants, Descendants 2 et Descendants 3, et plus récemment, certaines parties de la maison sont utilisées comme domaine de Sandringham dans The Crown de Netflix. Il est également utilisé comme maison de la baronne Von Hellman dans le film Cruella (film) de 2021. Il a également servi comme Manoir des Queen dans la série de la chaîne américaine The CW nommée Arrow.

## Domaine
Le domaine d'Englefield couvre quelque 20,000 acres (8,100 ha) et comprend la majeure partie de la paroisse . Il appartient à Lord Richard Benyon, un ancien député siégeant pour le parti conservateur à la Chambre des lords .